# Jリーグプレビューショー
『Jリーグプレビューショー』 (J league preview show) は、2006年から2007年まで放送されていたJ SPORTS制作のJリーグ情報番組である。原則として、初回放送は試合前日の金曜日22時からJ sports Plusで放送されていた。

## 概要
番組はその週に行われるJリーグの試合から、注目される試合の見所を紹介していたほか、Jリーグ加盟各クラブの紹介（選手・チーム関係者らのインタビューなど）も行っていた。
番組中常に表示されていたロゴ（「F.」と「a.」を組み合わせたもの）とキャッチフレーズ「そしてフットボールは続く」は、フットボール・アンチクライマックス時代から引き続き使われていた（これは、2011年 - 2012年の『デイリーサッカーニュース・Foot!木曜 Jリーグ特集』のシリーズでも採用）。また、『Foot! Thursday』司会の西岡明彦がナレーターを務めていた。

## コーナー
- NEWS（最近のJリーグの話題から）
- MATCH DAY（前節ハイライト）
- PLAYERS（選手の素顔に迫るインタビュー）
- WEEKEND PREVIEW（次節の試合紹介）
- WEEKEND MATCH PICK UP（次節注目試合の見所紹介）

## ナレーター
- 西岡明彦